# Konská, Žilina
Konská este o comună slovacă, aflată în districtul Žilina din regiunea Žilina. Localitatea se află la altitudinea de 455 m deasupra n.m., se întinde pe o suprafață de 5,31 km2 și în 2017 număra 1.534 de locuitori.

## Istoric
Localitatea Konská este atestată documentar din 1350.

## Demografie
| An:                | 1994 | 2004    | 2014    | 2024    |
| ------------------ | ---- | ------- | ------- | ------- |
| Număr de persoane: | 1176 | 1350    | 1505    | 1676    |
| Diferență:         |      | +14,79% | +11,48% | +11,36% |

| An:                | 2023 | 2024   |
| ------------------ | ---- | ------ |
| Număr de persoane: | 1679 | 1676   |
| Diferență:         |      | −0,17% |